# Centre d'Estudis Locals de l'Eliana
El Centre d'Estudis Locals de l'Eliana és una associació sociocultural sense ànim de lucre dedicada a la promoció del patrimoni de l'Eliana (el Camp de Túria).
Des de la seua fundació, el CEL ha organitzat setmanes culturals, com ara, Quatre-cents anys de l'expulsió: 1609-2009. Homenatge a la població morisca del Camp de Túria (maig de 2010) o Raimon a l'Eliana (gener de 2011). També Ovidi Montllor. 20 anys de vacances (gener 2016) i La pilota valenciana a l'Eliana (febrer de 2016), dins el Mes de la pilota valenciana organitzat per l'ajuntament de l'Eliana.
El CEL ha rebut guardons com el Premi Jaume I del Camp de Túria, atorgat pel Casal del Camp de Túria i el premi Ciutadania 2016, en la categoria de Cultura, atorgat per l'ajuntament de l'Eliana.